# تشاك بورتر (رجل أعمال)
تشاك بورتر (بالإنجليزية: Chuck Porter)‏ هو شخصية أعمال أمريكي، ولد في 10 أكتوبر 1945.